# Vital Grandin

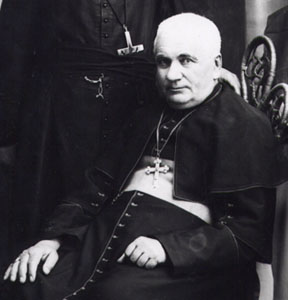
Vital-Justin Grandin, 1900

Vital-Justin Grandin OMI (* 8. Februar 1829 in Saint-Pierre-sur-Orthe; † 3. Juni 1902 in St. Albert) war ein frankokanadischer Ordensgeistlicher und erster Bischof von Saint-Albert.

## Leben
1851 trat Vital Grandin ins Noviziat der Oblaten der Jungfrau Maria ein. Sein Wunsch, in den auswärtigen Missionen eingesetzt zu werden, erfüllte sich zunächst nicht. Am 23. April 1854 empfing er das Sakrament der Priesterweihe und wurde wenig später in die Diözese Saint-Boniface nach Kanada geschickt. Hier verkündete er engagiert das Evangelium unter den Ureinwohnern Kanadas, zunächst in der Mission an den Ufern des Athabascasees.
Am 11. Dezember 1857 ernannte ihn Papst Pius IX. zum Koadjutorbischof der Diözese Saint-Boniface und zum Titularbischof von Satala in Armenia. Am 30. November 1859 spendete ihm der Generalobere seiner Ordensgemeinschaft, Eugen von Mazenod, in Marseille die Bischofsweihe. Mitkonsekratoren waren der Bischof von Fréjus, Joseph-Antoine-Henri Jordany, und der Marseiller Weihbischof Jacques Jeancard OMI.
Zurück in Kanada widmete er sich wieder der Mission unter den Ureinwohnern, vor allem am Lac Île-à-la-Crosse. Als die riesige Diözese in mehrere Vikariate aufgeteilt wurde, wurde er Bischof von Saint-Albert, der heutigen Erzdiözese Edmonton. Er war nach wie vor unermüdlich in der Seelsorge tätig, erbaute Kirche, Klöster, Schulen und Krankenhäuser.
Am 3. Juni 1902 starb er im Ruf der Heiligkeit. Im Seligsprechungsverfahren wurde ihm der heroische Tugendgrad zuerkannt, für die Seligsprechung ist daher lediglich der Nachweis eines Wunders nötig.
In der Zwischenzeit wird er jedoch wegen der Zustände an den Internaten für Ureinwohner (kulturelle Entfremdung und zahlreiche mittlerweile aufgedeckte Todesfälle) massiv kritisiert. Grandin war ein ausgesprochener Befürworter dieses Schulsystems. Er wird mit den Worten zitiert, das Ziel dieser Erziehung sei es, den Kindern „einen tiefen Widerwillen gegen die Lebensweise der Eingeborenen einzuflößen, so dass sie sich schämen, wenn man sie an ihre Herkunft erinnert.“